# Sanur (Westoever)
Sanur (Arabisch: صانور) is een Palestijnse stad op de Westelijke Jordaanoever. Sanur bevindt zich 26 kilometer ten zuidwesten van de stad Jenin. In 2006 telde de stad 4263 inwoners, in 2007 4067.